# Аццано-Дечимо
Аццано-Дечимо (итал. Azzano Decimo, фриул. Daçan di Pordenon, Dathan, вен. Azano Decimo) — город в Италии, расположен в регионе Фриули-Венеция-Джулия, подчинён административному центру Порденоне (провинция).
Население составляет 12 882 человека, плотность населения — 253 чел./км². Занимает площадь 51 км². Почтовый индекс — 33082. Телефонный код — 0434.
Покровителем коммуны почитается святой апостол Пётр, празднование 29 июня.